# Muskatni
Muskatni (en rus: Мускатный) és un poble (un possiólok) de l'óblast de Rostov, a Rússia, que en el cens del 2010 tenia 393 habitants, pertany al districte d'Aksai.